# Science Is Fiction: 23 Films by Jean Painlevé
Science Is Fiction: 23 Films by Jean Painlevé es un DVD compilatorio lanzado en 2009 que reúne 23 películas documentales del director cinematográfico francés Jean Painlevé. El DVD fue publicado a través de la compañía de distribución cinematográfica The Criterion Collection.

## Sinopsis
Las películas de Jean Painlevé son conocidas por su influencia surrealista y casi lírica que acompañan temáticas faunísticas, tanto dentro del agua como fuera de ella, abarcando distintos aspectos de la vida animal a lo largo de 50 años de trabajo. A través de propuestas vanguardistas, éste director logra posicionar los registros visuales enfocados a la ciencia dentro del ámbito cinematográfico, creando lo que se conoce como “cine poético-científico”.
En el DVD mencionado, se encontraran diversas películas documentales sobre la vida y los actos de algunos animales, entrevistas al mismo Jean Painlevé rescatadas de un programa francés llamado “Jean Painlevé Through His Films”, La musicalización de 8 de sus documentales realizados por la banda de Indie rock Yo La Tengo bajo el nombre de “The Sounds of Science” y un ensayo escrito por el estudiante de cine Scott Macdonald.
Además cabe destacar que dentro de las películas presentadas en éste compilado, existen 4 de ellas que fueron realizadas para el Palacio del Descubrimiento ubicado en París y una animación creada por el mismo director en el año 1938.

## Contenido
El DVD consiste en 3 discos con restauraciones digitales de 23 películas documentales del director Jean Painlevé, todas las películas están en francés, el total de los 3 discos es de 315 minutos, entre las películas documentales encontramos a color y en blanco y negro.
- Disco Uno: Películas Populares
  - Hyas and Stenorhynchus (1927, 10 minutos, blanco y negro)
  - Sea Urchiins (1954, 11 minutos, color)
  - How Some Jellyfish are Born (1960, 14 minutos, blanco y negro)
  - Liquid Crystals (1978, 6 minutos, color)
  - The Sea Horse (1933, 14 minutos, blanco y negro)
  - The Love Life of the Octopus (1967, 14 minutos, color)
  - Shrimp Stories (1964, 10 minutos, color)
  - Acera, or the Witches' Dance (1972, 13 minutos, color)
  - The Vampire (1945, 9 minutos, blanco y negro)
  - Freshwater Assassins (1947, 24 minutos, blanco y negro)
  - Sea Ballerinas (1956, 13 minutos, color)
  - Diatoms (1968, 17 minutos, color)
  - Pigeons in the square (1982, 27 minutos, color)
  - Entrevista con Yo La Tengo Las 8 primeras películas documental contienen la banda sonora creada por la banda Yo La Tengo, conocida también como “The Sounds of Science”
- Disco Dos: Primeras Películas Mudas
  - The Octopus (1927, 13 minutos, blanco y negro)
  - Sea Urchiins (1928, 10 minutos, blanco y negro)
  - Daphnia (1928, 9 minutos, blanco y negro) Películas Mudas de Investigación
  - The Stickleback's Egg (1925, 26 minutos, blanco y negro)
  - Experimental Treatment of a Hemorrhage in a Dog (1930, 4 minutos, blanco y negro) Películas para el Palacio del Descubrimiento
  - The Fourth Dimension (1936, 10 minutos, blanco y negro)
  - The Struggle for Survival (1937, 14 minutos, blanco y negro)
  - Voyage to the Sky (1937, 11 minutos, blanco y negro)
  - Similarities Between Lenght and Speed (1937, 10 minutos, blanco y negro) Animación
  - Bluebeard (1938, 13 minutos, Gasparcolor)
- Disco Tres: Entrevista
  - Más de dos horas de entrevistas con el realizador, extraídas de la serie de televisión de 8 capítulos "Jean Painlevé Through His Film" dirigida por Denis Derrien y Hélène Hazera.
- Extra: Un cuadernillo con un ensayo del estudiante de cine Scott Macdonald